# Mistrzostwa Europy w Piłce Nożnej 1964/Finał
Finał Mistrzostw Europy 1964, formalnie pod nazwą Puchar Europy Narodów 1964 odbył się 21 czerwca 1964 roku o godzinie 19:30 na Estadio Santiago Bernabéu w stolicy Hiszpanii, Madrycie. Zmierzyły się w nim reprezentacja Hiszpanii (gospodarze turnieju) z reprezentacją Związku Radzieckiego (obrońcy tytułu). Sędzią meczu finałowego został Anglik, Arthur Holland. Mistrzem Europy, po raz pierwszy w historii zostali Hiszpanie, którzy pokonali Sowietów 2:1 po bramkach Jesúsa Peredy i Marcelino Martíneza Cao. Jedynego gola dla gości w tym spotkaniu zdobył Galimzian Chusainow.

## Uczestnicy

### Droga do finału
| Hiszpania         | Hiszpania | Hiszpania                                                      | Runda                 | ZSRR       | ZSRR  | ZSRR                                                  |
| ----------------- | --------- | -------------------------------------------------------------- | --------------------- | ---------- | ----- | ----------------------------------------------------- |
| Przeciwnik        | Wynik     | Strzelcy                                                       | Runda                 | Przeciwnik | Wynik | Strzelcy                                              |
| Irlandia Północna | 1:1       | Amancio Amaro                                                  | 1/8 finału – 1 mecz   | Włochy     | 2:0   | Wiktor Poniedielnik, Igor Czislenko                   |
| Irlandia Północna | 1:0       | Francisco Gento                                                | 1/8 finału – 2 mecz   | Włochy     | 1:1   | Giennadij Gusarow                                     |
| Irlandia          | 5:1       | Amancio Amaro x2, Marcelino Martínez Cao x2, Josep María Fusté | Ćwierćfinały – 1 mecz | Szwecja    | 1:1   | Walentin Iwanow                                       |
| Irlandia          | 2:0       | Pedro Zaballa x2                                               | Ćwierćfinały – 2 mecz | Szwecja    | 3:1   | Wiktor Poniedielnik x2, Walerij Woronin               |
| Węgry             | 2:1 d.    | Jesús Pereda, Amancio Amaro                                    | Półfinały             | Dania      | 3:0   | Walerij Woronin, Wiktor Poniedielnik, Walentin Iwanow |

## Mecz
| 21 czerwca 1964 19:30 CEST | Hiszpania · Pereda 6' · Martínez 84' | 2:1(1:1)Raport | ZSRR · 8' Chusainow | Estadio Santiago Bernabéu, Madryt Widzów: 79 115 Sędzia: Arthur Holland |
|                            |                                      |                |                     |                                                                         |

| 1               | José Ángel Iribar      |
| 2               | Feliciano Rivilla      |
| 3               | Isacio Calleja         |
| 4               | Ignacio Zoco           |
| 5               | Ferran Olivella (k.)   |
| 6               | Josep Maria Fusté      |
| 11              | Carlos Lapetra         |
| 10              | Luis Suárez            |
| 9               | Marcelino Martínez Cao |
| 8               | Jesús Pereda           |
| 7               | Amancio Amaro          |
| Trener:         |                        |
| José Villalonga |                        |

| 1                  | Lew Jaszyn           |
| 6                  | Wiktor Aniczkin      |
| 2                  | Wiktor Szustikow     |
| 3                  | Albiert Szestierniow |
| 4                  | Eduard Mudrik        |
| 5                  | Walerij Woronin      |
| 10                 | Aleksiej Korniejew   |
| 7                  | Igor Czislenko       |
| 11                 | Galimzian Chusainow  |
| 8                  | Walentin Iwanow (k.) |
| 9                  | Wiktor Poniedielnik  |
| Trener:            |                      |
| Konstantin Bieskow |                      |

HISZPANIA
PIERWSZY TYTUŁ